# Звезда по имени Солнце (песня)
«Звезда по имени Солнце» — песня советской рок-группы «Кино» из одноимённого альбома, вышедшего в 1989 году. Является одной из наиболее известных песен группы.

## О композиции
Песня звучит в фильме «Игла» режиссёра Рашида Нугманова и была написана Виктором Цоем в Казахстане во время съёмок фильма:
Песня была написана на моей гитаре в моей алма-атинской квартире.Рашид Нугманов
Автор текста и музыки — Виктор Цой. Он же исполняет песню в альбоме.
«Звезда по имени Солнце» — одна из наиболее популярных песен группы «Кино», её разучивают многие начинающие гитаристы, не меньший интерес к ней проявляют и профессионалы, берущиеся исполнить её по-своему. Песня ежедневно звучит в эфире радиостанций.
К 55-летнему юбилею музыканта Виктора Цоя в 2017 году руководство поисковой системы Яндекс сняло видеопосвящение на песню «Звезда по имени Солнце» (режиссёр — Стас Елисеев). В клипе, снятом в Петербурге, приняли участие музыканты, актёры, студенты и прохожие. Видео содержит многочисленные отсылки к жизни и творчеству музыканта.

## Кавер-версии
Вячеслав Бутусов записал песню для трибьюта группы «Кино» «КИНОпробы». Альбом вышел в 2000 году. Кавер-версия находится во второй части сборника. Затем уже с группой «Ю-Питер» Бутусов исполнял эту песню на концертах. Она входит в концертную программу группы «Имя звезд».
Группа «Brazzaville» записала англоязычную кавер-версию песни «Звезда по имени Солнце» под названием «Star Called Sun» для альбома «East L.A. Breeze» (2006). В тексте песни на английском языке речь идёт о смерти матери солиста группы Дэвида Брауна, из русского текста пришла только заглавная фраза.

Near a star, called sun,

It was there that my mom came undone

Sounds of a summer parade

90.5 in the shade

— «Star Called Sun», Brazzaville
Песня исполнялась на удмуртском языке фольклорным коллективом «Бурановские бабушки». Перевод песни на удмуртский язык сделала Прасковья Фёдорова.
Помимо вышеперечисленных исполнителей, кавер-версии на «Звезду по имени Солнце» делали группа «Инспектор», Гудрид Хансдоуттир, Мара, Натали, «Рыбин-band», «St1m», «Громыка» и Хор Турецкого.

## Миф о четвёртом куплете
Автором якобы изначально существовавшего четвёртого куплета песни является писатель Владимир Васильев — соавтор Сергея Лукьяненко по роману «Дневной дозор». Когда вышла эта песня, он в качестве эксперимента написал четвёртый куплет, стараясь влиться в стиль Виктора Цоя, и вставил куплет в одну из своих книг. Много позже этот куплет попал в Интернет и это породило миф о том, что у Цоя в «Звезде по имени Солнце» было якобы четыре куплета, но сам Цой исполнял только три. Существует множество исполнений этого произведения с четырьмя куплетами, выдаваемых за полную версию песни, что в корне неверно.

## Использование песни в фильмах
- «Игла»
- «Марш-бросок»
- «ГДР» (звучит стихотворение)

## Признание
Песня вошла в «Хит-парад 100 лучших песен XX века» «Нашего радио», заняв в нём двенадцатое место.

## Участники записи
- Виктор Цой — вокал, ритм-гитара
- Юрий Каспарян — основная гитара, клавишные
- Игорь Тихомиров — бас-гитара
- Георгий Гурьянов — программирование драм-машины «Yamaha RX-5»